# David Hansen (Sänger)
David Hansen (* 1981 in Sydney, Australien) ist ein Countertenor und Mezzosopranist.

## Laufbahn
Hansen studierte u. a. bei Andrew Dalton am Conservatorium of Music seiner Heimatstadt und vollendete seine Ausbildung bei James Bowman, David Harper und Graham Pushee. Er debütierte 2003.
Sein Repertoire umfasst Partien wie die Titelpartie in Gioachino Rossinis Tancredi, Henry Purcells Dido and Aeneas und Ottone in Antonio Vivaldis Griselda sowie verschiedenste Partien von G. F. Händel, darunter Giulio Cesare. Außerdem interpretierte er Thomas Adès’ The Tempest (in der Santa Fe Opera), Claudio Monteverdis L’Orfeo und L’incoronazione di Poppea sowie den Cherubino in W. A. Mozarts Le nozze di Figaro.
Bei den Innsbrucker Festwochen der Alten Musik 2012 trat Hansen in Domenico Scarlattis La Dirindina und Giovanni Andrea Bontempis Il Paride auf. 2015 debütierte er unter Nikolaus Harnoncourt im Wiener Musikverein.
Hansen ist mit der norwegischen Harfenistin Ida Aubert Bang verheiratet.

## Diskographie
- Händel: Fernando (2007)
- Purcell – Music for Queen Mary, Academy of Ancient Music, Choir of King’s College, Cambridge, Stephen Cleobury, EMI Classics 2006
- Antonio Vivaldi: Griselda, Caitlin Hulcup, Christopher Saunders, Miriam Allen, Tobias Cole, Russell Harcourt, Orchestra of the Antipodes, Erin Helyard, Mark Gaal, Pinchgut Opera, Sydney 2011
- Rivals – Arias for Farinelli & Co, Academia Montis Regalis, Alessandro De Marchi (Sony Music Switzerland / deutsche harmonia mundi), 2013